# William D’Amico
William John („Bill“) D’Amico (* 3. Oktober 1910 in Utica, New York; † 30. Oktober 1984 in Lake Placid, New York) war ein US-amerikanischer Bobfahrer.
D’Amico, ein Veteran des Zweiten Weltkriegs und Gastwirt von Beruf, war als vielseitiger Sportler bekannt: Er war Eisschnellläufer, fuhr Ski, spielte Football und Golf. Weitaus am erfolgreichsten war er jedoch als Bobfahrer. Er gewann drei Viererbob-Goldmedaillen; bei den Olympischen Winterspielen 1948 in St. Moritz sowie bei den Weltmeisterschaften 1949 in Lake Placid und 1950 in Cortina d’Ampezzo. Bei letzterer gewann er zusätzlich eine Bronzemedaille im Viererbob (zusammen mit Frederick Fortune).